# Luke Kuechly
Luke August Kuechly (Cincinnati, Ohio, Estados Unidos, 20 de abril de 1991) es un exjugador profesional de fútbol americano de la National Football League que jugó en el equipo Carolina Panthers en la posición de linebacker con el número 59.

## Carrera deportiva
Luke Kuechly proviene de la universidad Boston College y fue elegido en el draft de la NFL de 2012, en la ronda número 1 con el puesto número 9 por el equipo Carolina Panthers.
El 14 de enero de 2020, Kuechly anunció su retiro como jugador profesional.
El 6 de abril de 2020, Kuechly fue anunciado como uno de los seis linebackers del equipo All-Decade de la década de 2010-2019, junto a Chandler Jones, Khalil Mack, Von Miller, Bobby Wagner y Patrick Willis.
Actualmente es ojeador de los Panthers.

## Estadísticas generales
|  | Seleccionado al Pro Bowl                    |
|  | Seleccionado como Jugador Defensivo del Año |

| Año   | Equipo | JJ  | JI  | Tacleadas | Tacleadas | Tacleadas | Tacleadas | Tacleadas | Intercepciones | Intercepciones | Intercepciones | Intercepciones | Intercepciones | Intercepciones | Balones sueltos | Balones sueltos |
| Año   | Equipo | JJ  | JI  | Comb      | Solo      | Ast       | Sck       | SFTY      | PDef           | Int            | Yds            | Avg            | Lng            | TDs            | FF              | FR              |
| ----- | ------ | --- | --- | --------- | --------- | --------- | --------- | --------- | -------------- | -------------- | -------------- | -------------- | -------------- | -------------- | --------------- | --------------- |
| 2012  | CAR    | 16  | 16  | 165†      | 103       | 62†       | 1.0       | --        | 8              | 2              | 22             | 11.0           | 25             | 0              | 0               | 3               |
| 2013  | CAR    | 16  | 16  | 166       | 96        | 70        | 2.0       | --        | 8              | 4              | 33             | 8.2            | 30             | 0              | 0               | 0               |
| 2014  | CAR    | 16  | 16  | 166†      | 107       | 64        | 3.0       | --        | 13             | 1              | 0              | 0.0            | 0              | 0              | 1               | 1               |
| 2015  | CAR    | 13  | 13  | 118       | 76        | 42        | 1.0       | --        | 10             | 4              | 48             | 12.0           | 32T            | 1              | 2               | 1               |
| 2016  | CAR    | 10  | 10  | 102       | 71        | 31        | 2.0       | --        | 6              | 1              | 16             | 1.0            | 16             | 0              | 1               | 0               |
| 2017  | CAR    | 15  | 15  | 125       | 74        | 51        | 1.5       | --        | 4              | 3              | 23             | 7.7            | 23             | 0              | 1               | 3               |
| 2018  | CAR    | 16  | 16  | 130       | 93        | 37        | 2.0       | --        | 6              | 1              | 0              | 0.0            | 0              | 0              | 2               | 1               |
| 2019  | CAR    | 16  | 16  | 144       | 81        | 63        | 0.0       | 1         | 12             | 2              | 26             | 13.0           | 25             | 0              | 0               | 0               |
| Total | Total  | 118 | 118 | 1,092     | 690       | 402       | 12.5      | 1         | 66             | 18             | 168            | 9.3            | 32             | 1              | 7               | 9               |

† Líder de la liga